# SS Führungshauptamt
La Oficina Central de Dirección de las SS (en alemán: SS-Führungshauptamt) (SSFHA) era la sede operativa de las SS.
Era responsable de la administración de Junkerschulen (Escuelas Junker), servicios médicos, logística y tarifas de pago. Era también la sede administrativa y operativa de las Waffen-SS que era responsable de su organización y equipamiento y del dictado de la orden de batalla de las unidades de combate de las SS.

## Formación
La SS-Führungshauptamt, que estaba bajo la dirección del Reichsführer-SS Heinrich Himmler, se formó en agosto de 1940 uniendo ciertos departamentos de la SS-Hauptamt y las Allgemeine-SS. Su tarea principal era el control operacional y administrativo de las Waffen-SS, incluida la elaboración de una política general sobre el reclutamiento y establecimiento de los requisitos especiales del personal. Hans Jüttner fue promovido al puesto de jefe de gabinete de la SS-FHA y se encargó de las operaciones cotidianas. En 1942, el reclutamiento proveniente de las Allgemeine-SS casi había cesado como resultado del inicio de la Segunda Guerra Mundial, lo que significaba que eran las oficinas locales las responsables de mantener sus propios niveles de dotación de personal. 
La SS-FHA tenía prioridad sobre todas las demás ramas de las Fuerzas Armadas en la selección de reclutas. Asimismo, para cumplir con las tasas de bajas y la reclutamiento de las divisiones de campo de las Waffen-SS, el servicio en las Waffen-SS se hizo obligatorio para todos los miembros de las Allgemeine-SS en 1941. La SS-FHA también aceptaba al personal que solicitaba la transferencia voluntaria a las Waffen-SS después de ser admitido en cualquier otra rama del ejército de la Alemania nazi; esto más tarde incluyó a miembros de las Juventudes Hitlerianas. Cuando Himmler renunció como jefe de SS-FHA en 1943, Jüttner asumió el puesto de jefe del departamento hasta el final de la guerra.

## Organización
Grupo Departamental A (Amtsgruppe A) Organización, Personal y Suministro.
- Amt I - Oficina de Mando de las Allgemeine-SS (Kommandoamt der Allgemeinen-SS)
- Amt II - Oficina de Mando de las Waffen-SS (Kommandoamt der Waffen-SS)
- Amt III - Cancillería Central (Zentralkanzlei)
- Amt IV - Departamento de Administración (Verwaltungsamt)
- Amt V - Departamento de Personal (Personalamt)
- Amt VI - Oficina de Entrenamiento para Pilotos y Conductores (Reit- und Fahrwesen)
- Amt VII - Departamento de Teoría Logística (Nachschubwesen)
- Amt VIII - Departamento de Armamento (Waffenamt)
- Amt IX - Departamento de Desarrollo Técnico y Mecánico (Technische Ausrüstung und Maschinen)
- Amt X - Administración de vehículos a motor (Kraftfahrzeugwesen)

Grupo Departamental B (Amtsgruppe B) Entrenamiento (Ausbildung)
- Amt XI - Entrenamiento de oficiales (Führer-Ausbildung) y Escuelas de cadetes y oficiales de las SS (mit SS-Junkerschulen)
- Amt XII - Escuelas de formación de suboficiales (Unterführer-Ausbildung) y suboficiales de las SS (mit SS-Unterführerschulen)

Grupo Departamental C (Amtsgruppe C) Inspección (Inspektionen)
- Insp. 2 - Tropas de Infantería y Montaña (Infanterie- und Gebirgstruppen)
- Insp. 3 - Caballería (Kavallerie)
- Insp. 4 - Artillería (Artillerie)
- Insp. 5 - Ingenieros / Técnicos (Pioniere / Techniker)
- Insp. 6 - Tropas Panzer (Panzertruppen)
- Insp. 7 - Tropas de Señalización (Nachrichtentruppen)
- Insp. 8 - Tropas de Mantenimiento de Campo (Feldzeug- und Instandsetzungstruppen)
- Insp. 9 - Tropas de Soporte de Servicio (Versorgungstruppen)
- Insp. 10 - Tropas motorizadas (Kraftfahrparktruppen)
- Insp. 11 - Desconocido
- Insp. 12 - Entrenamiento técnico (Technische Lehrgänge)
- Insp. 13 - Artillería Antiaérea (Flakartillerie)

Grupo departamental D (Amtsgruppe D) Brazo médico de las Waffen-SS (Sanitätswesen der Waffen-SS)
- Amt XIII - Administración (Verwaltung)
- Amt XIV - Departamento Dental (Zahnwesen)
- Amt XV - Suministro (Versorgung)
- Amt XVI - Tratamiento médico (Ärztliche Behandlung)

- Datos: Q2574127